# Shawn Crawford
Shawn Crawford (Van Wyck, Carolina del Sur; 14 de enero de 1978) es un atleta estadounidense especialista en pruebas de velocidad, que fue campeón olímpico de los 200 metros en los Juegos de Atenas 2004.
En los juegos Olímpicos de Pekín 2008 en la final de los 200 m culminó 4.º con un tiempo de 19.96 aunque luego de descalificar al 2.º y tercero Churandy Martina(19.83) y Wallace Spearmon(19.95) respectivamente, se le fue otorgado el 2.º puesto y la medalla de plata.
Acudió a la Universidad de Clemson, en Carolina del Sur. En 2001 se proclamó campeón nacional universitario de los 200 m al aire libre con 20,09, lo que le situó el 13.º del ranking mundial del año.
Se dio a conocer internacionalmente en 2001, cuando ganó la medalla de oro en los 200 m de los Mundiales En pista cubierta de Lisboa.
Ese mismo año se proclamó por primera vez campeón de Estados Unidos al aire libre en los 200 m, y ganó la medalla de bronce en los Mundiales de Edmonton, compartida con el velocista de San Cristóbal y Nieves Kim Collins, ya que ambos hicieron la misma marca de 20,20
El 12 de abril de 2002 logró en Pretoria una marca de 19,85 que le convirtieron en el hombre más rápido del año en los 200 m. Un mes más tarde logró en Osaka bajar por primera vez la barrera de los 10 segundos en los 100 m con 9,94, la 5.ª mejor marca mundial del año.
2003 no fue un año demasiado bueno para él, ya que no se clasificó para acudir a los Mundiales del París, al ser solamente 6.º en los 200 m de los campeonatos nacionales. Logró acabar 2.º del ranking mundial del año tras su compatriota Bernard Williams, aunque sin bajar de 20 segundos (20,02)
2004 sería su mejor año. En marzo fue 2.º en los 60 m de los Mundiales En pista cubierta de Budapest, por detrás del británico Jason Gardener.
En las pruebas de clasificación para los Juegos Olímpicos (denominadas Olympic Trials) disputadas en Eugene, Oregón, fue 3.º en los 100 m (9,93) y 1.º en los 200 m (19,99), logrando plaza en el equipo olímpico en ambas pruebas. Conviene anotar que en la primera ronda de los 100 m en los trials hizo una marca de 9,88, que era (y sigue siendo) la mejor marca de su vida en esta distancia.
En los Juegos de Atenas era el favorito para ganar el oro en los 200 metros, y uno de los candidatos a medalla en los 100 m. Acabó 4.º en una apretadísima final de los 100 m con 9'89, a solo 4 centésimas del ganador, su amigo y compañero de entrenamientos Justin Gatlin.
La final de 200 metros fue un paseo para los estadounidenses, que consiguieron las tres medallas en juego: oro para Shawn Crawford (19,79), plata para Bernard Williams (20,01) y bronce para Justin Gatlin (20,03)
Ganó otra medalla como primer relevista en los relevos 4 × 100 m, donde los estadounidenses fueron 2.º por detrás de Gran Bretaña.
En 2005 fue 2.º en los 100 y 3.º en los 200 m en los Campeonatos de Estados Unidos en Carson, Texas. Acudió a los Mundiales de Helsinki, pero una lesión en las semifinales de los 100 m le impidió estar en la final, y tampoco pudo participar en los 200 m.
Aparte de sus cualidades atléticas, Crawford destaca por ser un velocista extravertido y con tendencia al espectáculo. En 2002 durante una carrera de 200 m en Milán se presentó en la salida con una máscara puesta en su cara. Durante la carrera la máscara le privó de la visión y se salió de su calle, por lo que fue descalificado.
En 2003 participó en un show televisivo denominado Man vs. Beast en el que tenía que competir sobre 100 metros contra una jirafa y una cebra. En la carrera contra la jirafa venció fácilmente, pero salió derrotado contra la cebra en una carrera muy apretada. Luego Crawford denunció que la cebra había hecho salida nula y repitieron la carrera, donde la cebra volvió a ganar.
En los Juegos Olímpicos de Pekín, participa en los 200 metros lisos, en las rondas preliminares consigue clasificarse sin mayor dificultad, el 20 de agosto, día de la final acaba en segundo lugar detrás del jamaicano Usain Bolt con un tiempo de 19.96 obteniendo la medalla de plata y la segunda medalla olímpica de su carrera.
Crawford dejó al entrenador Trevor Graham sancionado por violar reglas de dopaje para trabajar con Bobby Kersee.
2009
Recibe una invitación para participar en el Festival of Excellence de Toronto, una competición de atletismo en la categoría de 100 metros planos junto a otras figuras como Usain Bolt y Bernard Wiliams.
En los campeonatos de Estados Unidos al aire libre consigue el título en los 200 metros planos.
Shawn Crawford con marca de 19.73 superó por 23 centésimas de segundo a Charle Clark, que fue medalla de plata y Wallace Spearmon se tuvo que conformar con el tercer puesto (20.03), que le garantizó estar en los Mundiales de Berlín.
Crawford será de nuevo el que levante mayor expectación con su presencia en Berlín después de haber sido campeón olímpico en Atenas 2004 y vivir la gran polémica del Pekín 2008.
Actualmente reside en Raleigh, Carolina del Norte

## Marcas personales
- 100 metros - 9,88 (Eugene, 19 Jun 2004)
- 200 metros - 19,79 (Atenas, 26 Ago 2004)